# 14360 Ipatov
14360 Ipatov è un asteroide della fascia principale. Scoperto nel 1988, presenta un'orbita caratterizzata da un semiasse maggiore pari a 3,1790770 UA e da un'eccentricità di 0,1676384, inclinata di 18,21051° rispetto all'eclittica.
L'asteroide è dedicato all'astronomo russo Sergij Ivanovič Ipatov.